# 高築正子
高築 正子（たかつき まさこ、1947年 - ）は、1970年代に活躍した女子プロボクサーである。日本ボクシングにおける女性プロ第1号。

## 経歴
埼玉県蕨市出身。
小学生の時は柔道に打ち込んでいたが、日本で初開催された世界バンタム級タイトルマッチをテレビ観戦したのがきっかけでボクシングに興味をもち、17歳のときに高校を中退し、元東洋太平洋スーパーフェザー級チャンピオン勝又行雄が小岩で開いたジムに入門してボクシングの世界に入り、22歳で地元蕨市内にある埼玉中央ボクシングジムのトレーナーとして男子の練習生とスパーリングを繰り返した。
1974年4月18日、後楽園ホールでエキシビションを披露。
1976年8月、当時の協栄ボクシングジム会長金平正紀の紹介で女子プロボクシングが解禁された米国・カリフォルニア州ロサンゼルスに単身で渡りプロライセンスを取得。9月30日、オリンピック・オーデトリアムにて女子プロボクサー第1号のひとりで後に全日本女子プロレスのリングでデビル雅美と異種格闘技戦を戦ったレディー・タイガーことマリアン・トリミアー相手にデビューするも判定負け。全米ウェルター級5位まで上り詰める活躍をし、一躍話題となる。
1978年に帰国し、女子ボクサーとして初めて日本のリングに上がり、キックボクサー相手に試合を行った。全日本女子格闘技連盟（コミッショナー：山口シヅエ）が認定する全日本女子プロボクシング王座も獲得した。
1982年に35歳で引退、通算戦績15戦12勝2敗1分け。
引退後は千葉県流山市で居酒屋を経営した後、ガッツ石松の紹介で栃木県小山市の「フィットネス・スパTRS」でトレーナーとして5年間指導に当たり、2012年からは地元に戻りスパイダー根本ジムで指導に当たっている。
2010年7月8日、「新感覚ゲーム クエスタ」の「教えて!クエスタさん」に登場。
2023年10月23日、日本テレビのトークバラエティ番組「月曜から夜ふかし」に出演。街頭インタビューに応じた様子が放送された。また、2025年5月、テレビ朝日の「ナニコレ珍百景」に出演。現役のトレーナーかつ、自身が日本人初の女子ボクサーであることを紹介する内容が放送された。